# وولفیس
وولفیس (به آلمانی: Wölfis) یک شهر در آلمان است که در تورینگن واقع شده‌است. وولفیس ۱٬۶۱۸ نفر جمعیت دارد.